# Acanthephippium striatum
Acanthephippium striatum är en orkidéart som beskrevs av John Lindley. Acanthephippium striatum ingår i släktet Acanthephippium och familjen orkidéer. IUCN kategoriserar arten globalt som starkt hotad. Inga underarter finns listade i Catalogue of Life.